# Григорово (сельское поселение Заклинье)
Григорово  — деревня в Рамешковском районе Тверской области.

## География
Находится в восточной части Тверской области на расстоянии приблизительно 16 км на север-северо-восток по прямой от районного центра поселка Рамешки.

## История
В 1859 году в русской владельческой деревне Григорово 19 дворов, в 1887 — 33. В советское время работал колхоз «По новой дороге» и совхоз «Заклинский». В 2001 году 3 дома принадлежали постоянным жителям, а 11 наследникам и дачникам. До 2021 года входила в состав сельского поселения Заклинье до его упразднения.

## Население
Численность населения: 142 человека (1859 год), 199 (1887), 195 (1936), 15 (1989), 9 (русские 100 %) в 2002 году, 8 в 2010.